# جون إتش ليتل
جون إتش ليتل (بالإنجليزية: John H. Little)‏ هو شخصية أعمال أمريكي، ولد في 1943.